# شلبی مور کولوم
شلبی مور کولوم (به انگلیسی: Shelby Moore Cullom) سناتور سابق عضو حزب جمهوری‌خواه ایالات متحده آمریکا بود. وی در سال ۱۸۸۳ تا ۱۹۱۳ میلادی سناتور ایالت ایلی‌نوی در سنای ایالات متحده آمریکا بود.